# Педикир
Педикир је занимање које се бави неговањем ногу, нарочито стопала, подсецањем ноката на ногама, као и сасецањем жуљева.
Инструменти којима се служи педикир су маказе-клијешта за сечење ноктију на ногама, турпија за нокте, турпија за задебљалу кожу на табанима.